# Konzulat Republike Slovenije v Bejrutu
Konzulat Republike Slovenije v Bejrutu je diplomatsko-konzularno predstavništvo (konzulat) Republike Slovenije s sedežem v Bejrutu (Libanon).
Trenutni častni konzul je Raymond C. El-Hachem.